# St. Lambertus (Groß Flöthe)

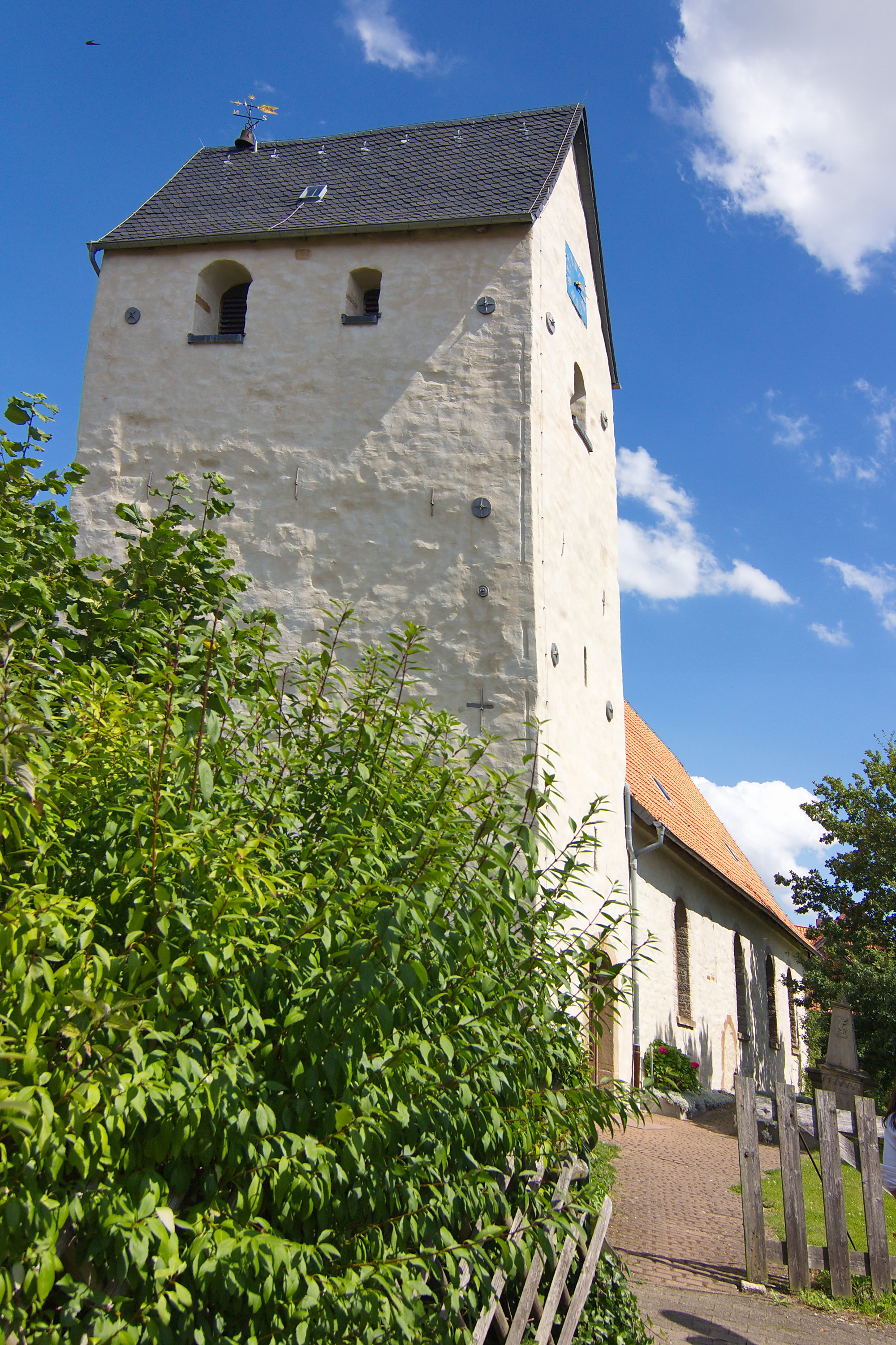
St. Lambertus

Die evangelisch-lutherische, denkmalgeschützte Kirche St. Lambertus steht im Ortsteil Groß Flöthe der Gemeinde Flöthe im Landkreis Wolfenbüttel in Niedersachsen. Die Kirchengemeinde Flöthe gehört zur Propstei Salzgitter-Bad  der Evangelisch-lutherischen Landeskirche in Braunschweig.

## Beschreibung
Die Kirche wurde vom Bistum Hildesheim aus gegründet und erscheint urkundlich das erste Mal 1147. Der älteste Teil der Kirche ist der querrechteckige Kirchturm im Westen, der früher als Wehrturm diente. Das mit einer Holzbalkendecke überspannte Kirchenschiff ist im romanischen Baustil erbaut. 1859 wurde die Kirche in östlicher Richtung um den Chor erweitert und die romanische Apsis entfernt. Die romanischen Bogenfenster sind vermauert, ebenso auf der Nord- und der Südseite die Portale. Seit 1780 dient das Portal im Turm als Zugang. 1964/65 wurden die Fundamente des alten Abschlusses des Chors wiederentdeckt. Der ehemalige Chorbogen im Innenraum ist deutlich zu erkennen. 
Vor der Mauer hinter dem Altar steht eine bronzene jungenhafte Figur von Jesus Christus. Der aus dem späten 18. Jahrhundert stammende hölzerne Taufengel wird wieder benutzt.